# Freyung
Freyung est une ville allemande située en Bavière et chef-lieu de l'arrondissement de Freyung-Grafenau.